# Thecla fancia
Thecla fancia är en fjärilsart som beskrevs av Jones 1912. Thecla fancia ingår i släktet Thecla och familjen juvelvingar. Inga underarter finns listade i Catalogue of Life.